# Synurus
Synurus (синур) — рід азійських рослин із триби Cardueae в родині айстрові.

## Будова
Синур має товсте стебло заввишки до 1,5 метра. З нього виходять великі, похилені, кулясті квіткові головки завширшки до 6 сантиметрів з фіолетовими квіточками.

## Використання
Рослину вживають як чвінамуль (дикорослий листовий овоч) у Кореї під назвою сірічві (수리취).

## Галерея

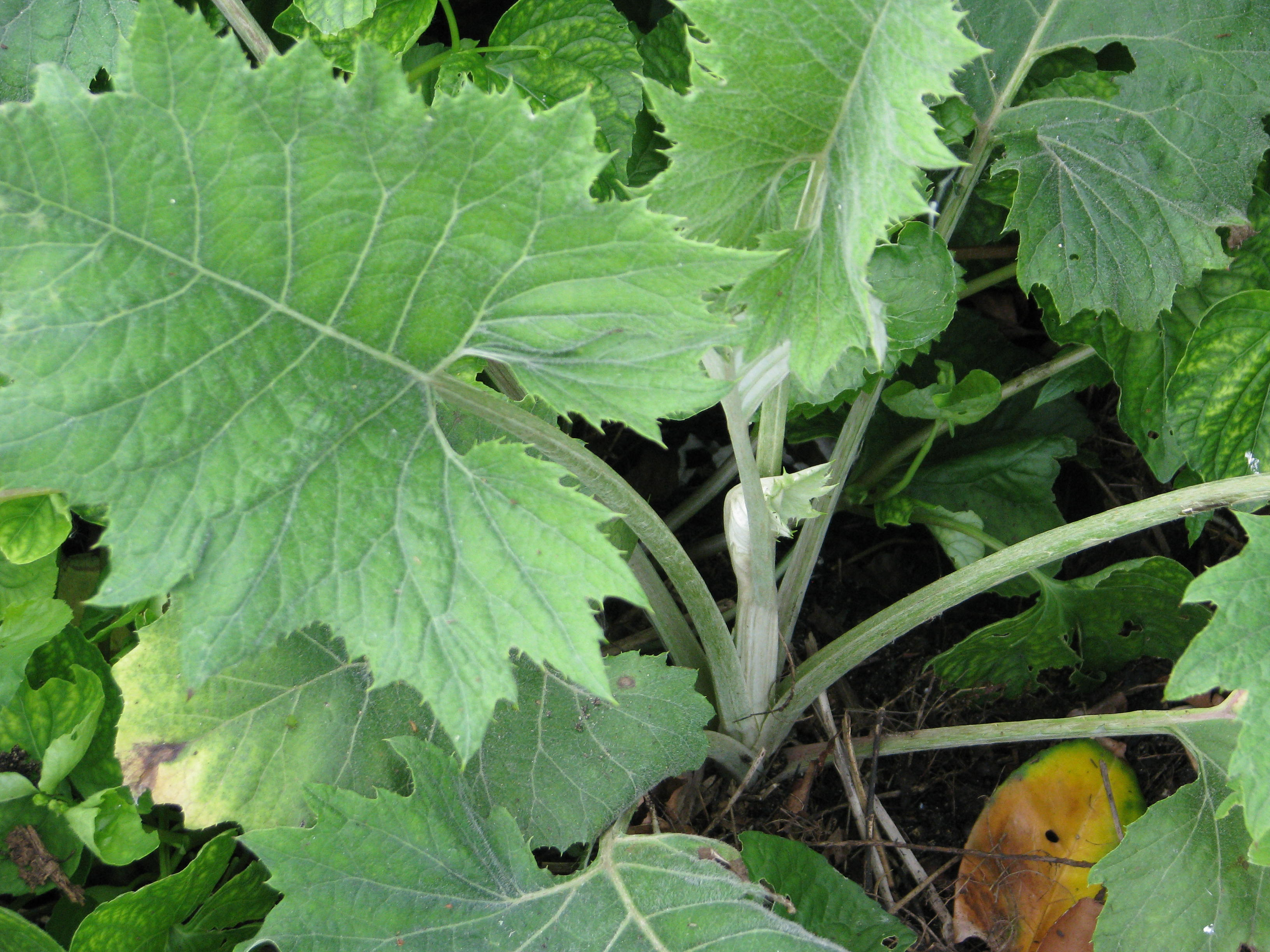
Листя Synurus pungens
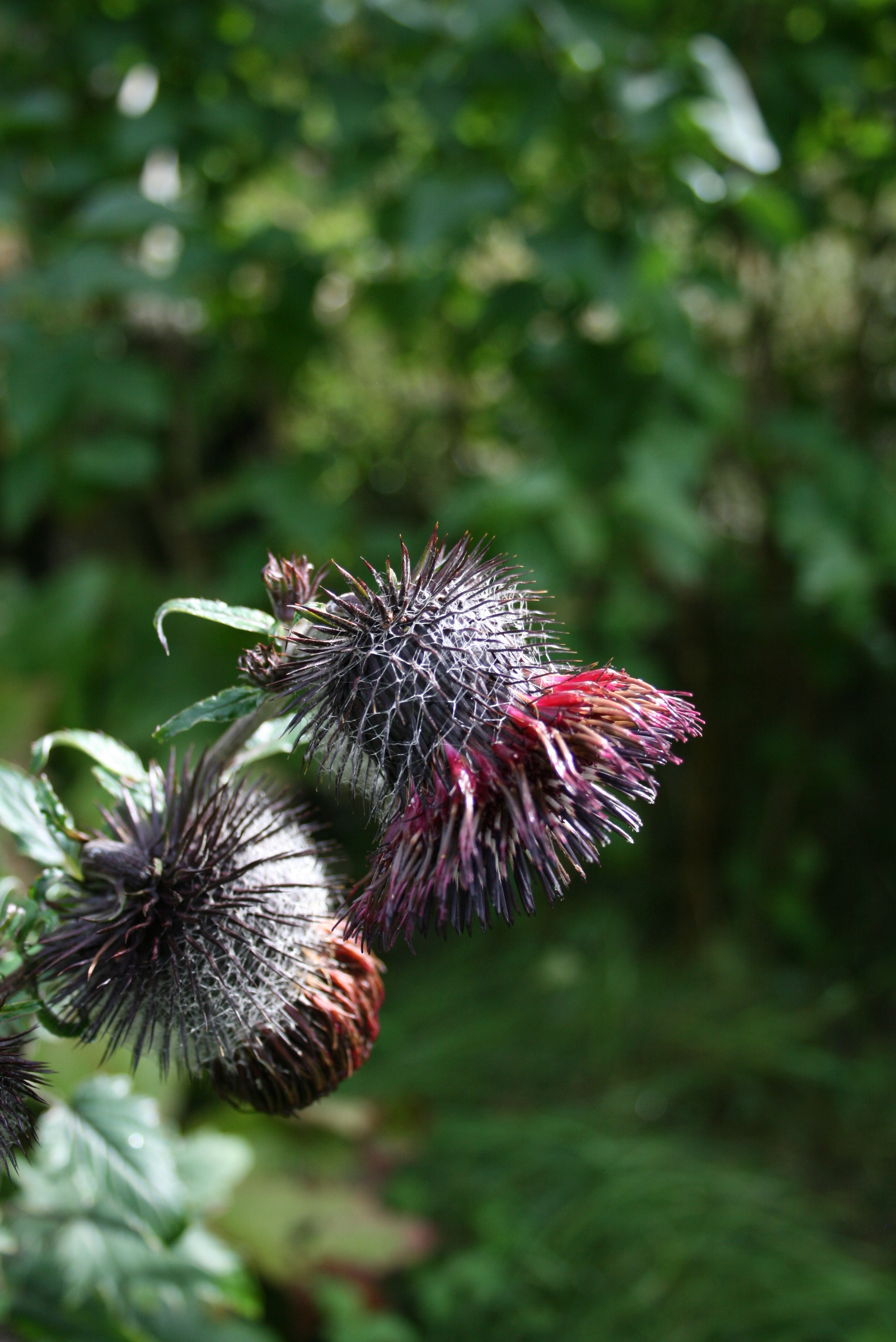
Synurus deltoides